# Lawrence Molnar
Lawrence A. Molnar (Buffalo, 1959) es un astrónomo de Estados Unidos. Obtuvo una licenciatura en astronomía de la Universidad de Míchigan en 1980, un M.A. y un Ph.D. en la Universidad Harvard respectivamente en 1981 y 1985. Luego de trabajar en el centro Harvard-Smithsoniano de astrofísica, se convirtió en profesor asistente en la Universidad de Iowa. A partir de 1998 es profesor en Calvin College.
El Minor Planet Center le acredita el descubrimiento de 47 asteroides entre 2004 y 2010.
El asteroide (8245) Molnar fue nombrado en su honor.
| (129099) Spoelhof | 12 de marzo de 2004      |
| (134244) De Young | 6 de enero de 2006       |
| (145475) Rehoboth | 12 de octubre de 2005    |
| (155083) Banneker | 30 de septiembre de 2005 |
| (228110) Eudore   | 7 de octubre de 2008     |